# Bogi Dallos
Boglárka Dallos-Nyers, nota semplicemente come Bogi o Bogi Dallos (Győr, 2 aprile 1997), è una cantante e conduttrice televisiva ungherese, nota per aver partecipato ad A Dal 2013, A Dal 2014 e A Dal 2015, per aver piazzato il singolo We All al primo posto nella classifica ungherese e per avere condotto A Dal 2019 e aver commentato ESC 2019.

## Discografia

### Album in studio
- 2017 – Épp most
- 2022 – Az út közepén

### EP
- 2013 – Végzet/Fire
- 2020 – Közelebb

### Singoli
- 2012 – Mesehős
- 2012 – Tükörkép
- 2013 – Végzet
- 2013 – We All
- 2014 – Feels So Right
- 2014 – World of Violence
- 2016 – Már nem zavar
- 2017 – Méz
- 2018 – Csakazértis szerelem
- 2019 – Legszebb Péntek
- 2019 – Az én időm
- 2019 – Keresem a helyem
- 2020 – Már értem
- 2020 – Benned él (feat. Manuel)
- 2021 – Vártam rád
- 2021 – Félig ébren
- 2021 – Te vagy az én hibám
- 2022 – Egyedül
- 2022 – Titkok a téren